# Espírito Santo Financial Group
Die Espírito Santo Financial Group (ESFG) ist eine Holdinggesellschaft mit Sitz in Luxemburg. Sie wurde 1984 dort gegründet. Die Gruppe vertritt die Interessen der portugiesischen Grupo Espírito Santo, die mehrheitlich Investitionen in Portugal sowie in anderen Ländern Europas, Brasilien, Angola und weiteren Orten hat. Das Unternehmen wird am NYSE Euronext und an der London Stock Exchange gelistet.
Über ihre Tochtergesellschaften bietet die ESFG eine Reihe von Bankdienstleistungen, die auf die Banco Espírito Santo zentriert sind. Dies sind allgemeine Versicherungsdienstleistungen (Tranquilidade) und Gesundheitsdienstleistungen (BES Saúde).
Neben der Banco Espírito Santo in Portugal, auf den Azoren und Madeira gibt es in Luanda die BES Angola sowie Filialen bzw. Büros in São Paulo, Praia, Madrid, London, Paris, Warschau, Lausanne, Macau, Panama-Stadt, Dubai, Miami, New York und auf den Kaimaninseln.

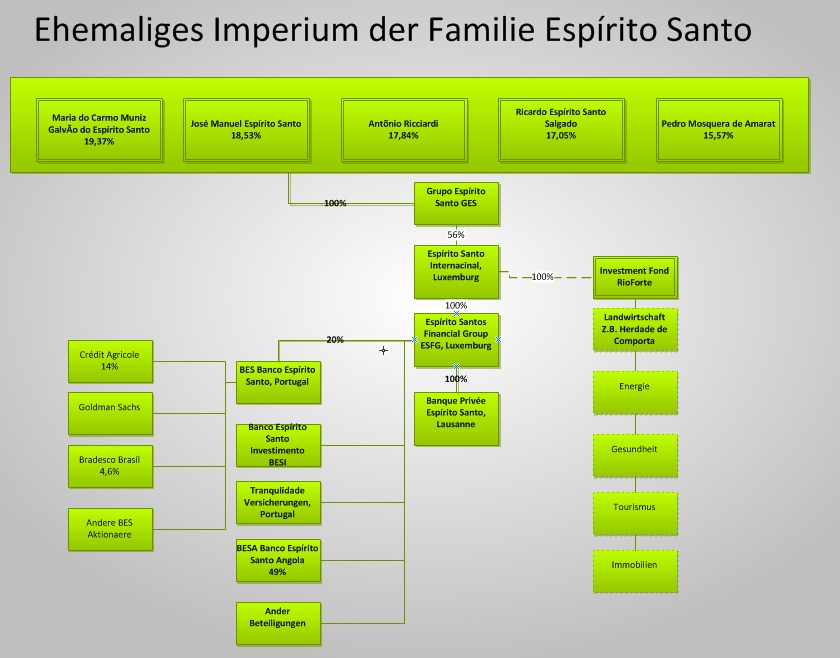
Organisatorischer Aufbau der Espírito Santo Gruppe vor der BES Umstrukturierung

Am 19. Juli 2014 hat die Espirito Santo International (ESI) in Luxemburg die Einleitung eines Insolvenzverfahrens beantragt. ESI ist die Eigentümerin von Rioforte Investments S.A. Rioforte hält via Espirito Santo Irmaos SGPS SA 49 % an Espírito Santo Financial Group.
Rioforte hält außerdem die Beteiligungen der Espirito Santo-Gruppe, die nicht zum Finanzsektor gehören:
- Immobilien (4,6 Millionen Quadratmeter, Rioforte ist in Portugal der größte private Grundbesitzer[8] und ist außerdem in Brasilien tätig)[9]
- Tourismus (unter anderem die Hotelkette Tivoli Hotels & Resorts in Portugal)[10]
- Landwirtschaft (Rioforte besitzt 169.000 Hektar Land in Brasilien und Paraguay, das teilweise als Weideland für 58.000 Stück Vieh verwendet wird; andererseits für den Ackerbau für Sojabohnen, Zitrusfrüchte, Reis etc.)[11]
- Energie (Brasilien)[12]
- Gesundheit (Portugal)[13]

Der Rioforte-Konzern hat ca. 10.000 Mitarbeiter.
Rioforte hat am 23. Juli 2014 Insolvenz angemeldet und schuldet der Banco Espirito Santo (BES) 220 Millionen Euro.
Am 25. Juli 2014 stellte auch die Espírito Santo Financial Group selbst Antrag auf Gläubigerschutz (gestion contrôlée). Dabei handelt es sich um ein Reorganisationsverfahren.
Am 1. August 2014 beantragte auch die Espirito Santo Financière SA, Luxemburg (ESFIL), eine Subholding der Espirito Santo Financial Group, Insolvenz. ESFIL schuldet der Banco Espirito Santo 480 Millionen Euro.
Das Unternehmen hielt (per Ende 2012) folgende Unternehmensanteile:
- 99,33 % an Banque Privée Espirito Santo (BPES), Schweiz
- 00,56 % an Banco Espirito Santo Portugal, Portugal
- 44,81 % an Banque Espirito Santo et de la Vénétie S.A, Frankreich
- 51,00 % an KeySpace Hungary Kft, Ungarn
- 48,90 % an DASSA Investments S.A., Luxemburg
- 40,00 % an ADEPA Global Services S.A., Luxemburg (Fondsverwaltung)[21]

Davon waren die Anteile an KeySpace Hungary Kft bereits 2012 zur Gänze werteberichtigt, jene an Banco Espirito Santo und DASSA Investments S.A. zum Teil.
Keyspace Hungary Kft, ein ungarisches Immobilienunternehmen, ist derzeit (2015) im Konkurs.
Die Banque Privée Espirito Santo (BPES) hatte bereits am 22. Juli 2014 einen Großteil ihres Private-Banking-Geschäfts an die Schweizer CBH Compagnie Bancaire Helvétique verkauft. BPES hatte 2013 150 Mitarbeiter. Im September 2014 eröffnete die Schweizer Finanzmarktaufsicht FINMA ein Konkursverfahren über die sich in Liquidation befindliche BPES.
Im selben Monat wurden die Guthaben bei der EFSG gehörigen ES Bankers (Dubai) Ltd., Dubai eingefroren. ES Bankers hat Forderungen an die BPES, die diese nicht begleichen kann.
Im September 2014 trat Ricardo Espírito Santo Silva Salgado als Vorstandsvorsitzender zurück, sein Nachfolger wurde Roger H. Hartmann.
Im Oktober 2014 lehnte das Gericht in Luxemburg die Anträge auf Gläubigerschutz ("gestion contrôlée") von EFSG und ESFIL ab. Eine Restrukturierung sei unmöglich und gestion contrôlée nicht vorteilhaft für die Gläubiger.
Daraufhin meldeten ESFG und ESFIL Konkurs an.
Nach der Ablehnung von Riofortes Antrag auf Gläubigerschutz wird nun auch Rioforte liquidiert.
Im Februar 2015 gab der Liquidator der BPES bekannt, das bis zum 23. Januar 2015 die Einlagen von ca. 1760 Konten in der Höhe von 12 Millionen Franken (CHF) ausbezahlt wurden. Es handelt sich dabei um privilegierte Einlagen bis CHF 100.000 pro Kunde. Des Weiteren wurden den Kunden gehörige Wertpapiere etc. in der Höhe von CHF 900 Millionen zurückgegeben. Der Liquidator hat für die BPES-Kunden Forderungen gegen ESFIL und ESFG in der Höhe von über CHF 170 Millionen angemeldet.
Die Insolvenzverwalter von ES Bankers, Dubai, gaben bekannt, dass die besicherten Gläubiger eine Quote von 87,2 % erhalten werden, die unbesicherten erhalten nichts.
Die Aktien von ESFG wurden im Februar 2016 delisted.